# St.-Clair-Tunnel
Als St.-Clair-Tunnel werden ein ehemaliger und ein zweiter in Betrieb stehender eingleisiger Eisenbahntunnel zwischen Sarnia, Ontario, und Port Huron, Michigan, an der Bahnstrecke Toronto–Chicago bezeichnet. Sie führen unter dem St. Clair River durch, der die Grenze zwischen Kanada und den USA bildet.

## Erster Tunnel (1891–1994)

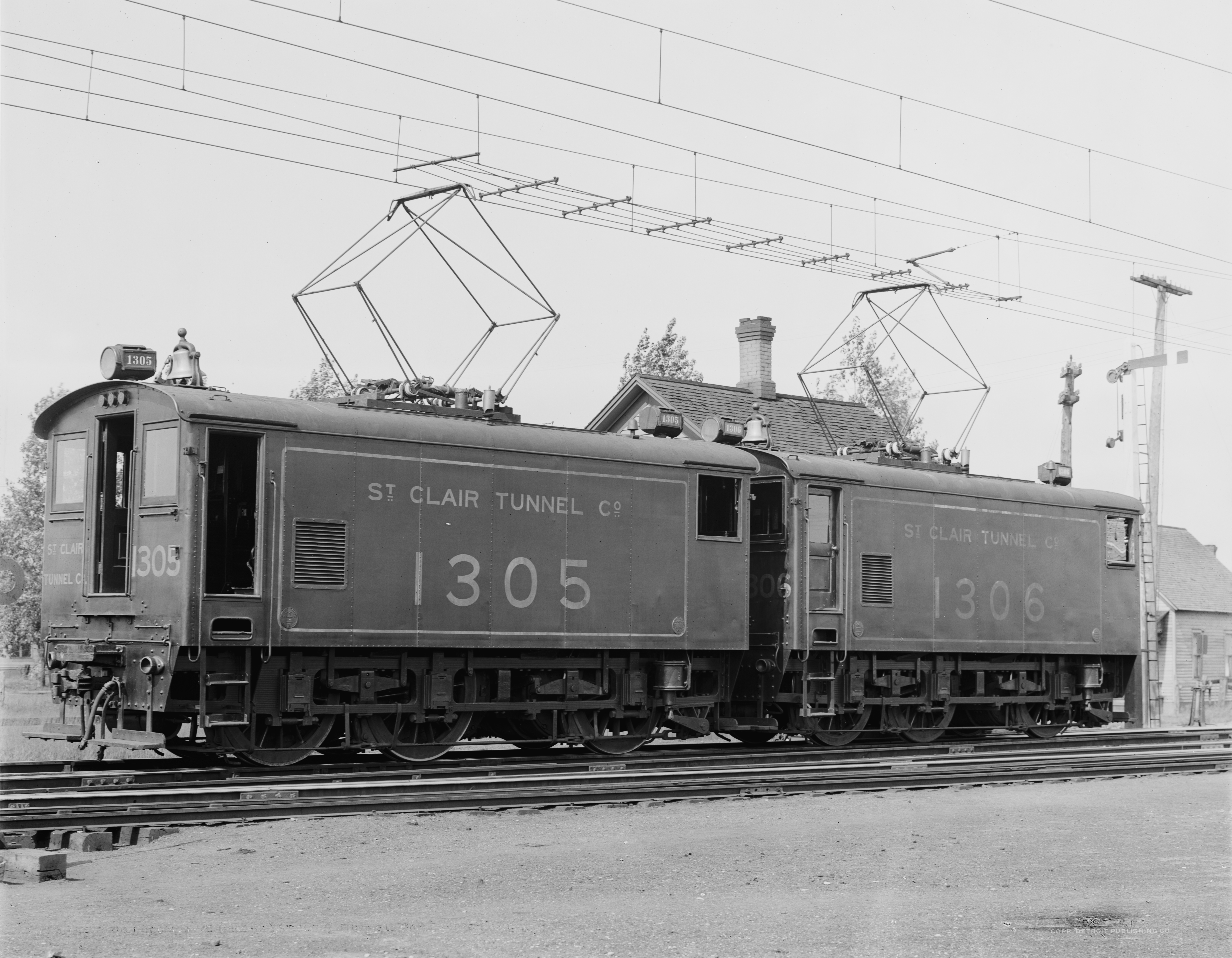
Elektrolokomotiven in Port Huron

Der erste St.-Clair-Tunnel wurde im Jahr 1891, als erster Unterwassertunnel in Nordamerika, von einer Tochtergesellschaft der Grand Trunk Railway (GTR) eröffnet. Vor dem Bau des Tunnels war die GTR gezwungen, die Züge aufwendig mit Fähren über den Fluss zu befördern. Der von Joseph Hobson projektierte Tunnel galt als ein Wunder der Technik. Das im Schildvortrieb erstellte Bauwerk war 1836 Meter lang, die Tunnelröhre hatte einen Durchmesser von 6,05 Metern.
In den ersten Betriebsjahren wurden Züge mit Dampflokomotiven durch den Tunnel befördert. Bedenken wegen der Gefahren des Dampfbetriebs führten zur Elektrifizierung des Tunnels mit 3300 Volt 25 Hertz, so dass am 17. Mai 1908 der elektrische Betrieb aufgenommen werden konnte.
Im Jahr 1923 wurde die GTR von der kanadischen Bundesregierung verstaatlicht und in die Canadian National Railway (CN) integriert. Die Elektrolokomotiven wurden im Jahr 1959 ausrangiert. Die Züge werden seither mit Diesellokomotiven befördert, was für die Luftqualität im relativ kurzen Tunnel tolerierbar ist.
Nach dem Zweiten Weltkrieg wurden in Nordamerika Güterwagen in Betrieb genommen, die ein größeres Lichtraumprofil erforderten und den St.-Clair-Tunnel nicht befahren konnten. Hohe gedeckte Güterwagen, bestimmte Autotransportwagen, Doppelstock-Containertragwagen und große Kesselwagen mussten mit Eisenbahnfähren über den St.-Clair-Fluss transportiert werden.
Im April 1993 erhielt der St.-Clair-Tunnel in den Vereinigten Staaten den Status einer National Historic Landmark zuerkannt.
In Kanada wurde der Bau des Tunnels am 1. Januar 1991 durch die kanadische Regierung zu einem „nationalen historischen Ereignis“ erklärt.

## Zweiter Tunnel (ab 1994)

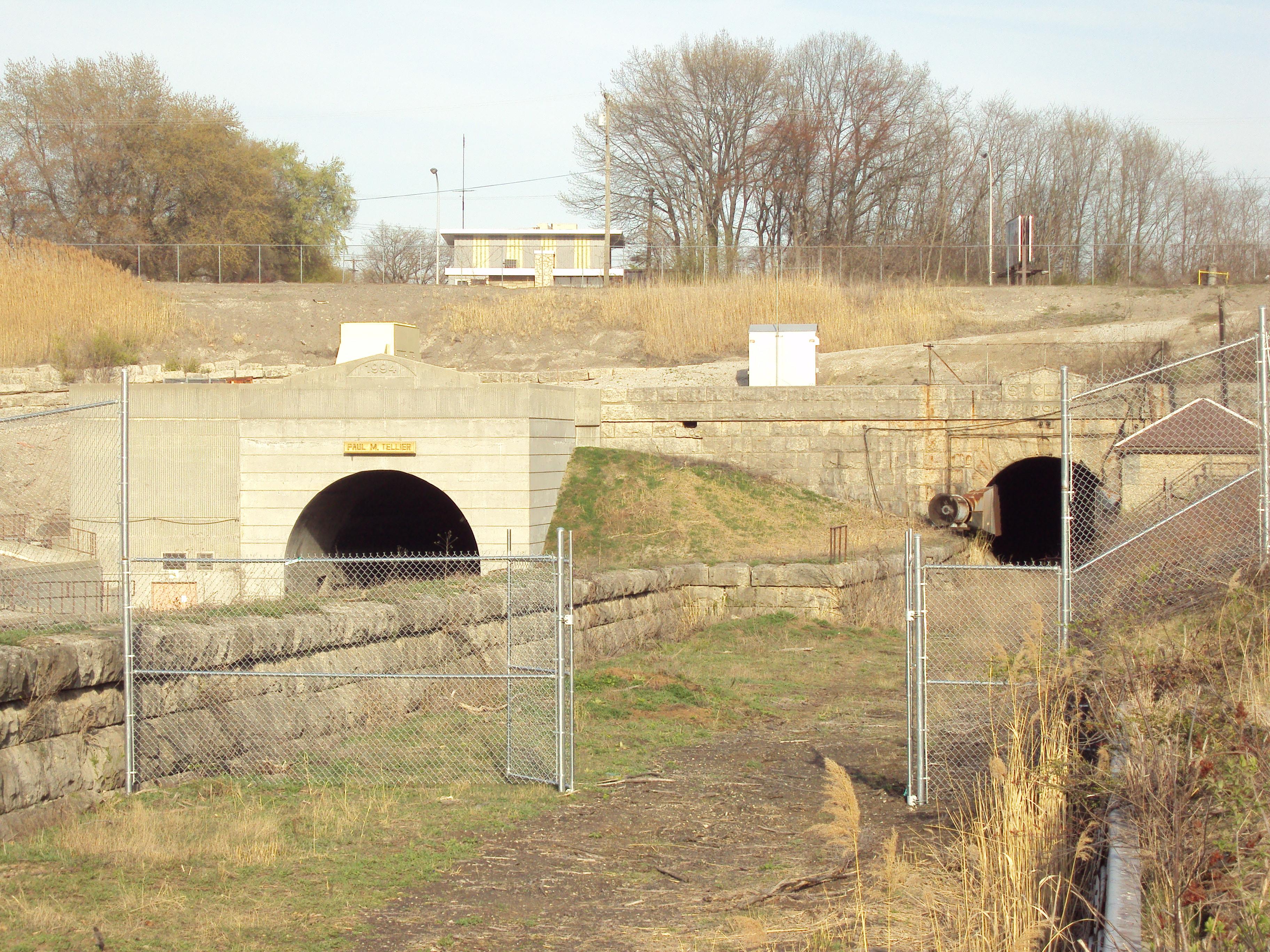
Portale des Tunnels 2 (links) und des nicht mehr benutzten ersten Tunnels in Port Huron. Der größere Querschnitt des neuen Tunnels ist deutlich erkennbar.

Das Nordamerikanische Freihandelsabkommen ließ in den frühen 1990er-Jahren einen starken Anstieg des Güterverkehrs erwarten. 1993 begann die CN mit dem Bau des neuen und größeren Tunnels neben dem bereits bestehenden Tunnel. Der neue 1868 Meter lange Tunnel mit einem Durchmesser von 8,4 Meter konnte im Jahr 1994 eröffnet werden. Tunnel 1 und die Eisenbahnfähre wurden daraufhin außer Betrieb gesetzt. Der neue Tunnel trägt seit 2004 den Namen des früheren Direktors der CN Paul M. Tellier, der den Bau des zweiten Tunnels initiierte.